# Aodhán Ó Ríordáin
Aodhán Ó Ríordáin, né le 22 juillet 1976 à Dublin, est un homme politique irlandais, membre du Parti travailliste.

## Biographie
En 2011, il est élu Teachta Dála pour la circonscription de Dublin North-Central.
Le 15 juillet 2014, il est nommé secrétaire d'État dans le gouvernement dirigé par Enda Kenny, d'abord en charge des Nouvelles communautés, de la Culture et de l'Égalité, auprès du ministre de la Justice et de l'Égalité, et de celui des Arts, du Patrimoine et du Gaeltacht. Le 22 avril 2015, il est parallèlement chargé de la Stratégie nationale contre les drogues, au sein du ministère de la Santé. Il conserve ces fonctions jusqu'en mai 2016.
En 2016, il échoue à se faire réélire député lors des élections législatives mais est élu sénateur pour le panel de l'industrie et du commerce.
Il est élu de nouveau député en février 2020 pour la circonscription de Dublin Bay North. Il siège jusqu'en juillet 2024 quand il démissionne après son élection comme député européen pour Dublin.